# Amata aurantiifrons
Amata aurantiifrons är en fjärilsart som beskrevs av Rothschild 1911. Amata aurantiifrons ingår i släktet Amata och familjen björnspinnare. Inga underarter finns listade i Catalogue of Life.